# 紀驤
紀驤（1843年—？），字子穀，号芷馥，湖北省武昌府武昌縣人，清朝政治人物、同進士出身。
光緒二年丙子科，乡试中举，十五年（1889年），参加光緒己丑科殿試，登進士三甲58名。同年五月，著交吏部掣签，分发各省以知县即用。